# Museo de Erawan
El Museo de Erawan (en tailandés: พิพิธภัณฑ์ช้างเอราวัณ) es un museo en la provincia de Samut Prakan, Tailandia. Es bien conocido por su exhibición de arte en un edificio con forma de elefante gigante de tres cabezas (un Erawan). Los tres pisos dentro del elefante contienen antigüedades y colecciones invaluables de objetos religiosos antiguos pertenecientes a Khun Lek Viriyapant, el propietario del museo.

## Historia del Museo de Erawan
El Museo Erawan en Tailandia es un modelo importante de escultura. El Museo Erawan es la puerta que se abre al patrimonio de la cultura tailandesa. Con una amplia gama de símbolos arquitectónicos combinados con bellas artes y artesanía, diseño estructural y entorno natural que se integran armoniosamente, el Museo Erawan crea una atmósfera que induce a los visitantes a percibir y apreciar la continuidad de la historia, las culturas, las religiones, las artes y las costumbres. Está ubicado en un área de 48562,3 m2 por Thonburi Autumotive Assembly Plant Co., Ltd. El museo fue construido a partir de la inspiración del Sr. Lek Viriyaphant, creador del "Ancient Siam" y del Santuario de la Verdad en la ciudad de Pattaya, Chon Buri, para proporcionar un lugar de almacenamiento de artefactos y áreas de conservación del patrimonio y continuar preservando las obras de arte rastreadas.

## Estructura del Museo de Erawan

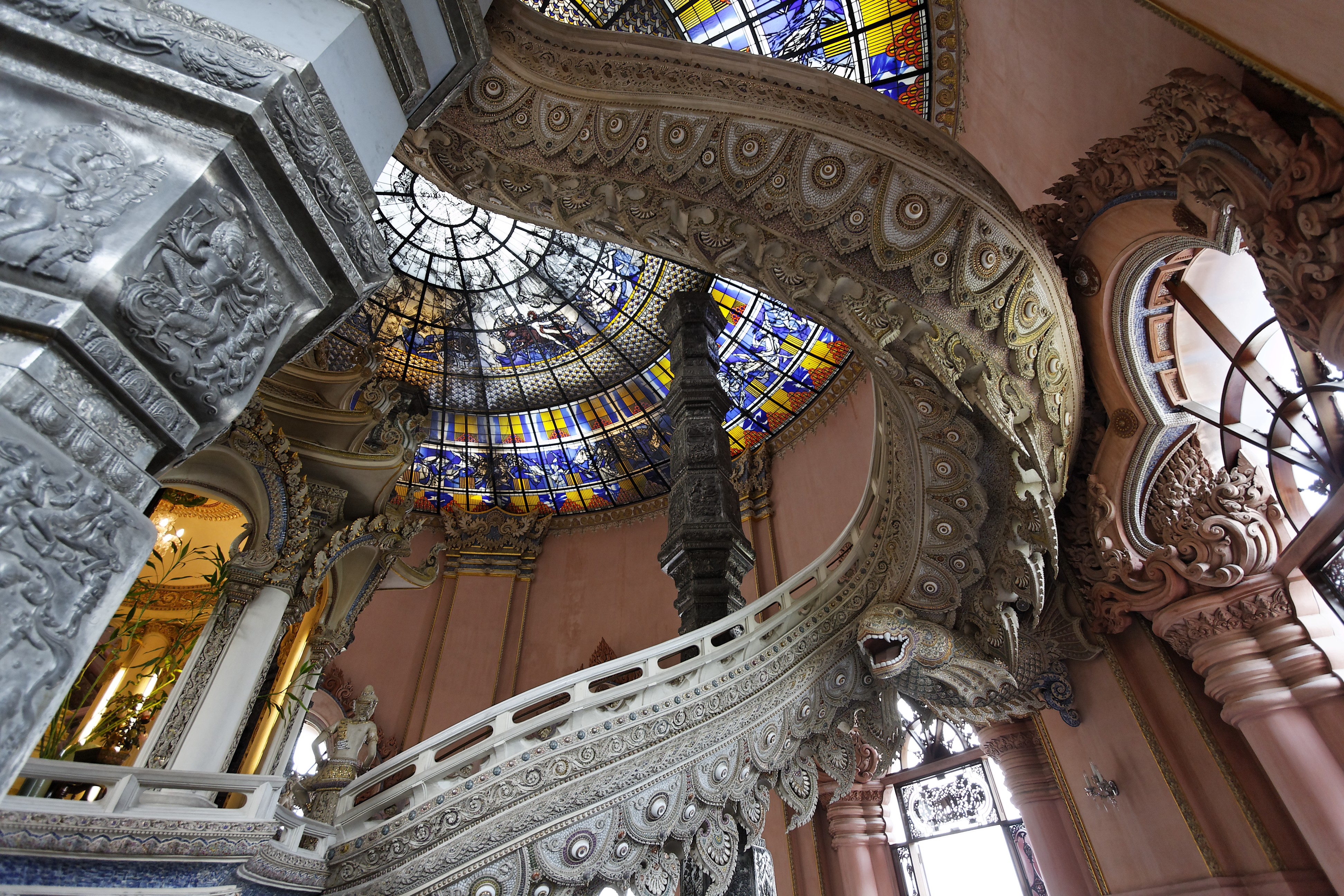
Dentro del Museo de Erawan

El enorme elefante de tres cabezas hecho de bronce pesa 250 toneladas, tiene 29 metros de altura, 39 metros de largo y se encuentra en un pedestal de 15 metros. El interior del museo está modelado como una representación hindú del universo, que consiste en un inframundo (primera planta), la tierra (segunda planta) y el Cielo (planta superior. Las dos plantas inferiores están situadas en el pedestal mientras que la planta superior se encuentra en la barriga del elefante. La entrada costaba ฿400 (cuatrocientos bahts) en 2019.

## Espacio de exhibición
El primer piso representa el inframundo y contiene una colección de jarrones chinos de las dinastías Ming y Qing y una historia de la construcción del museo en forma de fotografías y carteles en la pared.
El segundo piso que representa la tierra (o el mundo humano) alberga antigüedades y artes más preciosas, como cerámica y alfarería europea. La sala cuenta con una estatua de Guan Yin, la diosa china con mil brazos.
El piso superior representa el cielo de Travatimsa, que se encuentra en la cima del monte Meru en la cosmología budista. Se exhiben reliquias de Buda y estatuas de Buda muy antiguas de varias épocas, incluidas Lopburi, Ayutthaya, Lanna y Rattanakosin. Las paredes están decoradas con pinturas que representan el cosmos.